# Marko Jovanović
Marko Jovanović est un footballeur serbe né le 26 mars 1988 à Arilje. Il évolue actuellement à l'AEL Larissa au poste de milieu défensif.

## Palmarès
- FK Partizan Belgrade: 
  - Champion de Serbie: 2008, 2009, 2010 et 2011
  - Vainqueur de la Coupe de Serbie: 2008, 2009, 2011, et 2016
- Bnei Yehuda Tel Aviv:
  - Vainqueur de la Coupe d'Israël : 2017
- FK Borac Banja Luka:
  - Champion de Bosnie-Herzégovine: 2021[1]

## Statistiques détaillées
Dernière mise à jour le 20 juillet 2011.
| Saison    | Club           | Championnat       | Championnat | Championnat | Coupe d'Europe | Coupe d'Europe | Coupe d'Europe | Coupes nationales | Coupes nationales | Total  | Total |
| Saison    | Club           | Division          | Matchs      | Buts        | Type           | Matchs         | Buts           | Matchs            | Buts              |        |       |
| Saison    | Club           | Division          | Matchs      | Buts        | Type           | Matchs         | Buts           | Matchs            | Buts              | Matchs | Buts  |
| --------- | -------------- | ----------------- | ----------- | ----------- | -------------- | -------------- | -------------- | ----------------- | ----------------- | ------ | ----- |
| 2005-2006 | FK Teleoptik   | Super Liga Srbije | -           | -           | -              | -              | -              | -                 | -                 | -      | -     |
| 2006-2007 | FK Teleoptik   | Super Liga Srbije | -           | -           | -              | -              | -              | -                 | -                 | -      | -     |
| 2007-2008 | FK Partizan    | Super Liga Srbije | 9           | 0           | -              | -              | -              | 3                 | 0                 | 12     | 0     |
| 2008-2009 | FK Partizan    | Super Liga Srbije | 16          | 0           | C3             | 3              | 0              | 3                 | 0                 | 22     | 0     |
| 2009-2010 | FK Partizan    | Super Liga Srbije | 17          | 1           | C3             | 2              | 0              | 2                 | 0                 | 21     | 1     |
| 2010-2011 | FK Partizan    | Super Liga Srbije | 18          | 0           |                | 10             | 0              | 4                 | 0                 | 32     | 0     |
| 2011-2012 | Wisła Cracovie | Ekstraklasa       | 0           | 0           |                | 1              | 0              | 0                 | 0                 | 1      | 0     |